# Blizzard of Ozz
Blizzard of Ozz är Ozzy Osbournes första soloalbum, utgivet i september 1980. Låtarna "Crazy Train" and "Mr. Crowley" släpptes även som singlar. Titeln på albumet är en parodi på filmen The Wizard of Oz (Trollkarlen från Oz).

## Låtlista
Samtliga låtar skrivna av Ozzy Osbourne, Randy Rhoads och Bob Daisley, om annat inte anges.
1. "I Don't Know" - 5:14
2. "Crazy Train" - 4:50
3. "Goodbye to Romance" - 5:36
4. "Dee" (Randy Rhoads) - 0:50
5. "Suicide Solution" - 4:16
6. "Mr. Crowley" - 4:56
7. "No Bone Movies" (Bob Daisley/Lee Kerslake/Ozzy Osbourne/Randy Rhoads) - 3:58
8. "Revelation (Mother Earth)" - 6:09
9. "Steal Away (The Night)" - 3:30
10. "You Lookin' at Me Lookin' at You" - 4:23